# Йелена Тривич
Йелена Тривич (на сръбски: Јелена Тривић / Jelena Trivić) е босненска политичка от Република Сръбска. От 2018 до 2022 г. тя е депутатка в Народната скупщина на Република Сръбска. До 2023 г. е била заместник-председател на Партията на демократичния прогрес, след което я напуска и създава партия Народен фронт.

## Биография
Родена е на 8 август 1983 г. в град Баня Лука, Социалистическа република Босна и Херцеговина, СФРЮ. През 2006 г. завършва Икономическия факултет на Университета на Баня Лука, през 2007 г. получава магистърска степен от Болонския университет, а през 2013 г. защитава докторска степен от Икономическия факултет на Белградския университет. По-късно тя става доцент в Икономическия факултет на Университета на Баня Лука.

## Политическа дейност
Тривич публично подкрепя групата „Справедливост за Дейвид“ в борбата им за истина, за смъртта на Давид Драгичевич, и остро осъжда реакциите на Министерството на вътрешните работи на Република Сръбска, които арестуват мирните протестиращи на площад „Крайна“, включително родителите на Драгичевич.
След общите избори през 2018 г. тя е избрана за депутат в Народната скупщина на Република Сръбска от листата на Партията на демократичния прогрес, като е член е на парламентарната Комисия по търговия и туризъм и Комисията по финанси и бюджет.
На президентските избори в Република Сръбска през 2022 г. тя е общ кандидат за президент, излъчена от Партията на демократичния прогрес и Сръбската демократическа партия. В изборната нощ тя обявява победата си въпреки предварителните данни от Централната избирателна комисия на Босна, които показват, че настоящият президент Милорад Додик печели с 48% от гласовете и има около 30 000 гласа повече от Тривич, като се твърди, че има измама на избирателите. След като Тривич и опозиционните партии на Република Сръбска искат повторно преброяване, победата на Додик е потвърдена от изборните служители седмици по-късно, въпреки че Тривич все още отказва да признае. През март 2023 г. Йелена Тривич напуска Партията на демократичния прогрес и създава партия Народен фронт.

## Позиции
Йелена Тривич критикува Милорад Додик и неговата управляваща партия Съюз на независимите социалдемократи, като твърди, че Додик е „агент на хърватските интереси“, че „не може да му се вярва“ и че „корупцията, престъпността, икономическа катастрофа и Съюзът на независимите социалдемократи ще унищожат Република Сръбска“.
През юли 2021 г. по отношение на клането в Сребреница тя заявява, че „престъплението, извършено в Сребреница, не е геноцид, а това са факти“ и че „сърбите не са хора, които коленичат пред окупатора“.

## Личен живот
Тя е омъжена за Деян Тривич, от когото има двама сина. Притежава босненско и сръбско гражданство. Освен родния си сръбски език тя също владее английски и италиански език.